# Гольяни (Зав'яловський район)
Голья́ни (рос. Гольяны, удм. Гольян) — село в Зав'яловському районі Удмуртії, Росія.
Знаходиться на правому березі річки Кама, у місці, де до неї впадає права притока Гольянка.

## Населення
Населення — 1169 осіб (2010; 1176 в 2002).
Національний склад станом на 2002 рік:
- росіяни — 84 %

## Історія
Перша згадка про село зустрічається в описі 1621 року «Деревня Гольян на реке Каме…». Згідно з оглядовою книгою того ж року в Гольянах було 12 дворів. За переписом 1710 року в селі вже було 35 дворів. В 1754 році була збудована нова дерев'яна Хрестовоздвиженська церква взамін старій, але і ця згоріла в 1795 році. Після заснування в 1760 році Іжевського заводу, гольянська пристань в селі стала його головним річковим портом. Через Гольяни на завод поступала залізна руда, а назад — готова продукція. В 1774 році селянська армія Омеляна Пугачова пройшла через село, знищила склади заліза і роздарувала його селянам. В 1804 році була збудована нова кам'яна церква, яку закрили в 1932 році.
До революції Гольяни були центром Гольянської волості Сарапульського повіту В'ятської губернії. За даними 10-ї ревізії в 1859 році в 125 дворах проживало 841 особа, працювали робітниче училище, пристань, 3 млини та 2 кузні. В кінці XIX століття переселенці з Гольянів заснували село Шутьоми, яке проіснувало до 1967 року. В 1918 році село опинилось в центрі Іжевсько-Воткінського повстання. На честь одного з більшовицьких командирів, Федора Раскольникова, село було перейменоване в Раскольниково, але в 1938 році було повернено історичну назву.
В 1923 році село увійшло в Сарапульський район Сарапульського округу Уральської області, було центром Гольянської сільської ради. Населення на 1928 рік становило 1134 особи. В 1935 році село увійшло в склад Іжевського району Удмуртської АРСР, а в 1937 році — в склад Зав'яловського району. В 1962 році Гольяни увійшли в Іжевський район, але з 1965 року знову передані в склад Зав'яловського району.

## Економіка
Головним підприємством села є ВАТ «Камське», перетворене з однойменного радгоспу.
Із закладів соціальної сфери діють школа, дитячий садок, культурний комплекс, дільнича лікарня, клуб.
В селі знаходяться парафія Богоявлення Іжевської та Удмуртської єпархії Російської церкви, а також 2 об'єкти культурної спадщини регіонального значення: збройний склад Іжевського заводу та братська могила революціонерів, закатованих в плавучій баржі.

## Урбаноніми[12]
- вулиці — Бузкова, Василькова, Вишнева, Горобинова, Дачна, Зарічна, Камська, Квіткова, Колдубіна, Лісова, Лучна, Максима Горького, Малинова, Миру, Молодіжна, Нагірна, Нова, Південна, Північна, Піонерська, Польова, Праці, Радгоспна, Радянська, Раскольникова, Розсвітна, Ромашкова, Садова, Сільська, Сонячна, Соснова, Червоних баржовиків, Чкалова, Шкільна
- провулки — Чкалова

## Відомі люди
В 1872 році в селі народився Клестов Іван Васильович — організатор за засновник Кузнецького краєзнавчого музею.